# Vagrans egistina
Vagrans egistina är en fjärilsart som beskrevs av Jean René Constant Quoy 1815. Vagrans egistina ingår i släktet Vagrans och familjen praktfjärilar. Inga underarter finns listade i Catalogue of Life.